# Motički Gaj
Motički Gaj (cyr. Мотички Гај) – wieś w Czarnogórze, w gminie Žabljak. W 2011 roku liczyła 158 mieszkańców.